# Гаресио
Гарѐсио (на италиански: Garessio; на пиемонтски: Garess, Гарес, на местен диалект: Garesce, Гареше) е малко градче и община в Северна Италия, провинция Кунео, регион Пиемонт. Разположено е на 621 m надморска височина. Населението на общината е 3244 души (към 2010 г.).

## Личности
- Родени в Гаресио
  - Андреа Канова (1806-1866) - римокатолически епископ, апостолически викарий на Софийско-Пловдивския апостолически викариат със седалище в Пловдив от 1843 до 1866 г.